# Johan Rodde (borgmästare)
Johan Rodde, död 1679, var en svensk ämbetsman.

## Biografi
Johan Rodde var från Lübeck och blev 1641 borgmästare i Kalmar. Han slutade som borgmästare 1649 då staden endast skulle ha två borgmästare. Rodde avled 1679.

### Familj
Rodde var gift med Märtha Gerdzlovia (död 1703). De fick tillsammans barnen Märtha Rodde som var gift med lagmannen Tobias Westenhielm och komministern Johan Rodde i Vissefjärda församling.